# Der Mann, der nicht nein sagen konnte
Der Mann, der nicht nein sagen konnte (dänischer Titel: Manden, der ikke ku’ sige nej) ist eine dänisch-schweizerische Filmkomödie, die 1958 unter der Regie von Kurt Früh gedreht wurde. Die Hauptrolle spielte Heinz Rühmann. Der Schwarzweißfilm wurde ab 4. September 1958 in den bundesrepublikanischen Kinos aufgeführt. Der Kinostart in Dänemark erfolgte am 11. August 1959.

## Handlung
Der kinderlos verheiratete Thomas Träumer ist Handelsvertreter für Küchengeräte. Entgegen den Wünschen seiner Frau Eva, die ihn lieber in einer höheren Position sähe, ist der gutherzige Mann mit seiner privaten und beruflichen Situation überaus zufrieden. Eines Nachmittags trifft er seinen alten Schulfreund Alfons Ulrich, der ihm beichtet, heimlich eine Zweitwohnung für seine Geliebte zu besitzen. Er bietet ihm an, diese Wohnung ebenfalls nutzen zu können, was Thomas Träumer zunächst dankend ablehnt. Auf dem Heimweg kauft Träumer den kleinen Hund Strupps, den ihm ein armes Mädchen förmlich aufschwatzt. Eva, die keine Tiere im Haus duldet, ist von der Anschaffung allerdings nicht begeistert. Als Träumer mit dem Hund Gassi geht, ist Strupps aber schon wieder verschwunden. Das Mädchen, das den Hund verkaufte, hat ihn wieder zu sich gerufen.
Wenig später sitzt das Mädchen namens Bettina auf einer Polizeiwache. Die Beamten werfen Bettina vor, den Hund an mehrere Personen verkauft zu haben. Das vor einigen Wochen aus dem Elternhaus geflohene Mädchen beteuert, dass sie nur so ihren Lebensunterhalt bestreiten konnte. Die betrogenen Käufer einigen sich darauf, dass Träumer den Hund behalten darf. Da er einen erneuten Streit mit seiner Gattin vermeiden will, bringt er das Tier in der Zweitwohnung von Alfons Ulrich unter. Bettina findet sich schließlich in einem Transport zu einer Fürsorgeanstalt wieder. Gemeinsam mit zwei weiteren Mädchen, Marilyn und Hilde, gelingt ihr die Flucht. Mit erfundenen Geschichten über die harten Haftbedingungen reden die ausgekochten Mädchen auf den gutgläubigen Thomas Träumer ein, der sie daraufhin in Ulrichs Wohnung einquartiert.
Um länger dort wohnen zu können, will die wegen Prostitution verhaftete Marilyn Thomas Träumer verführen. Als der ehrbare Mann nicht darauf eingeht, täuscht Bettina eine schwere Erkältung vor. Da taucht Alfons Ulrich auf, der die drei Ausreißerinnen für Liebschaften Träumers hält und mit ihnen am Abend eine Party feiert. Erst als Träumer seinem Bekannten erzählt, dass die drei Mädchen aus dem Gefängnis entflohen sind, verschwindet dieser. In der Zwischenzeit hat Bettina dem gutmütigen Träumer gestanden, dass die Erzählungen von der Haft erfunden waren. Er überlässt den Mädchen die Wohnung noch für eine Nacht und verspricht ihnen, sie am nächsten Tag zur Zonengrenze zu bringen. Tatsächlich will er sie jedoch zur Fürsorgeanstalt zurückbringen, was er Bettina anvertraut. Hilde glaubt Träumer nicht. Um an Geld zu kommen, bricht sie über das Dach in ein benachbartes Haus ein.
Als Träumer am nächsten Morgen die Wohnung aufsucht, sind die drei Mädchen spurlos verschwunden. Stattdessen wird er dort von der Polizei erwartet. Da die Mädchen auf der Flucht sind, wird Träumer von Kommissar Kümmelmann wegen Verdunkelungsgefahr festgenommen. Strupps landet unterdessen in einem Hundezwinger. Die Zeitungen berichten ausführlich über das „Doppelleben“ und das „Liebesnest“ des „unmoralischen Thomas Träumer“. Seine Frau droht ihm mit der Scheidung. Der zuständige Untersuchungsrichter schließt eine Entlassung aus. Da platzen Bettina und Marilyn mitten in das Verhör. Nachdem sie aus der Zeitung von Träumers Verhaftung erfuhren, haben sie beschlossen, dem Mann zu helfen und sich zu stellen. Der Richter lässt Träumer frei. Vor dem Gefängnis wartet bereits Eva, die ihrem Mann letztlich doch glaubt. Gemeinsam fahren sie zum Hundezwinger, um Strupps abzuholen.

## Entstehungsgeschichte

### Vorgeschichte
Der dänische Filmproduzent Preben Philipsen, Mitgründer des deutschen Constantin Filmverleihs, schied 1955 aus dem Verleihgeschäft aus, um sich fortan der von seinem Vater gegründeten Produktionsfirma Rialto Film zu widmen. Philipsen, der weiterhin ein enges Verhältnis zum Constantin Filmverleih pflegte, wollte mit der in Kopenhagen ansässigen Rialto Film vorwiegend Filme für den deutschen Markt herstellen. Für sein 1958 realisiertes Projekt Der Mann, der nicht nein sagen konnte engagierte er schließlich einen der größten Stars des deutschen Films: Heinz Rühmann. Das Drehbuch, das zunächst noch Der unmoralische Herr Thomas Träumer hieß, stammte aus der Feder von Hans Jacoby sowie Max Colpet und basierte auf einer Novelle Jacobys. An der Koproduktion war außerdem die Schweizer Pen-Film von Conrad von Molo beteiligt.

### Produktion
Die Dreharbeiten fanden in Kopenhagen und Umgebung statt. Die Atelieraufnahmen drehte man in den Palladium-Studios in Hellerup. Für die Bauten waren die Filmarchitekten Erik Aaes und Rudolf Remp verantwortlich. Die Kostüme entwarf Elisabeth Vreeland. Herstellungsleiter war Helmut Beck.

## Rezeption

### Veröffentlichung
Weil die FSK „für die 16–17jährigen eine ernsthafte Gefährdung der seelischen und gesellschaftlichen Tüchtigkeit durch den Film“ befürchtete, gab sie den Film erst ab 18 Jahren frei. In der Begründung zum Jugendverbot hieß es außerdem: „Die drei sympathisch gezeichneten Früchtchen, welche sich in die fremde Wohnung einschleichen, versuchen dort ohne Umschweife, sich eine Bleibe zu verschaffen, indem sich eines prostitutiv zuerst Träumer, dann dem Besitzer der Wohnung anbietet. Das geschieht attraktiv und ohne eine nennenswerte Kritik zu erfahren. Für ihre Vergehen haben die Mädchen sentimentale Entschuldigungsgründe parat, die ernst genommen werden wollen. Der Film steht in einem verwirrenden und sittlich fragwürdigen Zwielicht von tolerierter Unmoral und Ehrpusseligkeit.“
Die westdeutsche Uraufführung von Der Mann, der nicht nein sagen konnte erfolgte am 4. September 1958. In Dänemark, wo der Film Manden, der ikke ku’ sige nej hieß, startete er am 11. August 1959.
Der Film konnte noch in weiteren Ländern vermarktet werden und lief dort unter anderem unter den folgenden Titeln:
- Frankreich: L’Homme qui ne savait pas dire non
- Schweden: Han kunde inte säja nej
- Spanien: Un tímido en apuros

Aufgrund der FSK-Freigabe ab 18 Jahren wurde der Film zunächst nicht im Fernsehen ausgestrahlt, weshalb er weitgehend in Vergessenheit geriet. Im September 2005 erschien der Film erstmals auf DVD. Dafür wurde der Film erneut von der FSK geprüft und erhielt nunmehr eine Freigabe ohne Altersbeschränkung.

### Kritiken
„Verwunderlich, daß Heinz Rühmann gegenüber der Verlockung dieses Filmes nicht nein sagen konnte. Nach seinem erfolgreichen Debüt als Charakterschauspieler in dem Dürrenmatt-Film ‚Es geschah am hellichten Tag‘ […] kehrt er hier als ‚der unmoralische Herr Thomas Träumer‘ – so lautet der ursprüngliche Titel – in die Bereiche betulicher Kleinstscherze und vorgeblicher Zeitkritik zurück. Da gedeiht weder Rühmann noch Scherz noch Kritik.“

„Man muß wissen, was man will, was man kann und darf. Auch beim Filmemachen. Man kann nicht, wenn man einen noch so schüchternen sozialen Appell in einem Film vortragen will, das Thema selbst zur Klamotte, gar noch mit Schnulzenzügen, machen. Man darf es nicht. So aber ist die Geschichte vom hochanständigen Herrn Träumer, der einen Hund kauft, über diesen Hund an ein verwahrlostes junges Mädchen gerät, das er – zusammen mit zwei anderen, noch mehr verwahrlosten jungen Damen – im Absteigequartier eines Freundes verbirgt. Diese Geschichte ist schlichtweg abgeschmackt, sofern sie nicht langweilig ist. Da hilft auch kein Heinz Rühmann drüber hinweg. Schade. Hier hätte er nein sagen müssen …“

„[…] Lustspielstory, deren klischeehafte Konstruktion von Heinz Rühmanns melancholischer Charakterkomik überspielt wird.“